# Jindřiška Zachardová
Jindřiška Zachardová (* 17. října 1942) je bývalá česká politička, v 90. letech 20. století poslankyně Poslanecké sněmovny za ČSSD.

## Biografie
V roce 1996 se profesně uvádí jako investiční technik. Ve volbách v roce 1996 byla zvolena do poslanecké sněmovny za ČSSD (volební obvod Severočeský kraj). Ve sněmovně setrvala do voleb v roce 1998. Byla členkou sněmovního petičního výboru. Koncem roku 1997 podpořila v 1. čtení návrh státního rozpočtu pravicové vládní koalice na rok 1998. Později ale tvrdila, že šlo o chybu hlasovacího zařízení. Ve volbách roku 1998 nebyla zařazena na kandidátní listinu ČSSD.
V roce 2002 se uvádí jako předsedkyně liberecké organizace Sociálně demokratické ženy.